# Ljubiša Tumbaković
Ljubiša Tumbaković (En serbio: Љубиша Тумбаковић, pronunciado [ʎǔbiʃa tumbȃːkoʋitɕ, - tǔː-]; Belgrado, RFS de Yugoslavia; 2 de septiembre de 1952) es un entrenador de fútbol serbio.
Sus mayores éxitos fueron con el Partizan de Belgrado, club donde ganó seis títulos nacionales y tres copas durante dos periodos entre 1993 y 2001.
Fue nombrado entrenador de la selección de Serbia en julio de 2019.

## Clubes

### Como jugador
| Club                             | País       | Año       |
| -------------------------------- | ---------- | --------- |
| Partizán de Belgrado             | Yugoslavia | 1970-1976 |
| Fudbalski Klub Vardar (préstamo) | Yugoslavia | 1971-1972 |
| FK Radnički Sombor (préstamo)    | Yugoslavia | 1972-1973 |

### Como entrenador
| Club                              | País                       | Año       |
| --------------------------------- | -------------------------- | --------- |
| Radnički Belgrade                 | Yugoslavia                 | 1980-1985 |
| Obilić                            | Yugoslavia                 | 1985-1987 |
| Khaitan                           | Kuwait                     | 1989-1990 |
| Partizán de Belgrado (inferiores) | Serbia y Montenegro        | 1990-1992 |
| Partizán de Belgrado              | Serbia y Montenegro Serbia | 1992-1999 |
| AEK Atenas                        | Grecia                     | 1999-2000 |
| Partizán de Belgrado              | Serbia                     | 2000-2002 |
| Al Nassr                          | Arabia Saudita             | 2003-2004 |
| Shandong Luneng                   | China                      | 2004-2009 |
| Steel Azin                        | Irán                       | 2010      |
| Wuhan Zall                        | China                      | 2013      |
| Selección de fútbol de Montenegro | Montenegro                 | 2016-2019 |
| Selección de fútbol de Serbia     | Serbia                     | 2019-2020 |

## Palmarés

### Como entrenador

#### Títulos nacionales
| Título                              | Club                 | País   | Año     |
| ----------------------------------- | -------------------- | ------ | ------- |
| Primera Liga de Serbia y Montenegro | Partizán de Belgrado | Serbia | 1992-93 |
| Primera Liga de Serbia y Montenegro | Partizán de Belgrado | Serbia | 1993-94 |
| Primera Liga de Serbia y Montenegro | Partizán de Belgrado | Serbia | 1995-96 |
| Primera Liga de Serbia y Montenegro | Partizán de Belgrado | Serbia | 1996-97 |
| Primera Liga de Serbia y Montenegro | Partizán de Belgrado | Serbia | 1998-99 |
| Primera Liga de Serbia y Montenegro | Partizán de Belgrado | Serbia | 2001-02 |
| Copa de Serbia y Montenegro         | Partizán de Belgrado | Serbia | 1993-94 |
| Copa de Serbia y Montenegro         | Partizán de Belgrado | Serbia | 1997-98 |
| Copa de Serbia y Montenegro         | Partizán de Belgrado | Serbia | 2000-01 |
| Superliga de China                  | Shandong Luneng      | China  | 2006    |
| Superliga de China                  | Shandong Luneng      | China  | 2008    |
| Copa de China de fútbol             | Shandong Luneng      | China  | 2004    |
| Copa de China de fútbol             | Shandong Luneng      | China  | 2006    |